# Мілкіасаф
Мілкіасаф (Міліашара, Мілікіасап) (д/н — бл. 670 до н. е.) — цар міста-держави Бібл близько 701—670 років до н. е.

## Життєпис
Ймовірно походив з династії Ахірама. Посів трон приблизно після 701 року до н. е. внаслідок смерті або повалення ассирійцями царя Шипітбаала II. Перша згадка відноситься до 687 року до н. е.
У 677 році до н. е. ймовірно підтримував повстання Абдімільката. царя Сідона, але не дуже активно. після поразки сідонців (або перед тим) прибув до табору ассирійського царя Асархаддона, де підтвердив свою залежність.
У 675 або 673 році до н. е. разом з іншими фінікійськими царями відправляв будівельні матеріали, ймовірно, насамперед кедр і сосну, для зведення нового царського палацу в Ніневії.
У 670 році до н. е. знову Мілкіасаф згадується як платник данини ассирійському цареві. 669 року до н. е. підтвердив вірність новому царю Ашшурбанапалу. 667 року до н. е. біблський цар відправив свої військові судна та вояків для ассирійського походу до Єгипту. Втім ймовірно невдовзі після цього помер. Трон Бібла спадкував його син або інший родич Єхавмілку I.